# Стандарты социальной отчётности
Стандарты социальной отчётности — документы, руководства и сборники правил, формулирующие требования к отчётам частных компаний по итогам их деятельности в рамках корпоративной социальной ответственности. Служат в качестве основных принципов социального учёта, аудита и отчётности. Используются многими транснациональными корпорациями и крупными компаниями как ориентиры при написании ежегодных отчётов о КСО наряду с МСФО — международными стандартами финансовой отчётности.
Социальный отчёт — это публичный инструмент информирования акционеров, сотрудников, партнёров, общества о том, как и какими темпами компания реализует заложенные в своей миссии или стратегических планах цели экономической устойчивости, социального благополучия и экологической стабильности.
Социальный отчёт становится результатом длительного диалога с различными группами заинтересованных сторон, в нем не только обобщаются различные мнения, но и фиксируются определенные обязательства компании и их выполнение.
Возможные формы социальной отчётности:
- отчёт в свободной форме;
- комплексный отчёт по методу тройного критерия;
- стандартизированный отчёт.

Возможные форматы социальных отчётов:
- печатная версия социального отчета компании Cisco;
- онлайн-версия отчета компании Amazon;
- мультимедийная версия корпоративного социального отчета компании Kaspersky
- и т. п.

В последние годы стандартизированные формы отчётности получают все большее распространение, поскольку отчёты в свободной форме, хотя и удобны для компаний, но малоэффективны и не могут обеспечить достоверность данных и сравнимость с другими подобными документами, не способствуют оценке и признанию со стороны международных организаций. Большинство крупных компаний уже перешло на ежегодный режим подготовки отчётов в соответствии с тем или иным признанным международным стандартом.
Как и метод тройного итога, эти стандарты используют комплексный подход, но отличаются более высокими требованиями к сбору информации. В их основе лежат некоторые общие принципы:
- готовность компании учитывать, оценивать и обнародовать помимо основных экономических показателей, внеэкономические показатели своей деятельности;
- наличие комплексной стратегии развития компании, охватывающей экономические, социальные и экологические компоненты;
- выстраивание постоянного диалогового процесса со всеми группами заинтересованных сторон;
- учёт их интересов и требований, предоставление им результатов отчётности;
- приверженность всех подразделений компании идеологии социальной отчётности, а не только её руководства.

## Международные стандарты КСО

### АА1000 AS
Стандарт социальной отчётности компаний АА1000 AS разработан британским Институтом социальной и этической отчётности (Institute of Social and Ethical Accountability) в 1999 году. Стандарт предназначен для измерения результатов деятельности компаний с этических позиций и предоставляет процедуру и набор критериев, при помощи которых может быть осуществлен социальный и этический аудит их деятельности. Основное отличие этого подхода от других существующих стандартов в этой области заключается во внедрении в повседневную практику компании системы постоянного диалога с заинтересованными сторонами — стейкхолдерами.
Согласно Стандарту АА1000 в рамках процесса социальной отчётности обязательным является соблюдение следующих принципов:
- исчерпывающее отражение существующих мнений;
- полнота и публичность представления деятельности компании;
- практическая значимость: рассмотрение информации, способной повлиять на мнение одной или более общественных групп;
- регулярность и своевременность;
- обеспечение качества: проведение аудита независимой и компетентной третьей стороной;
- доступность: распространение информации о результатах социальной деятельности организации и отчётность перед представителями общественности;
- интеграция: включение процесса социальной отчётности и его аудита в повседневную практику организации.

### ISO 26000
Руководство по социальной ответственности ISO 26000 было выпущено Международной организацией по стандартизации (ИСО) в 2010 году. Сама компания определяет свой стандарт как «руководство о том, как предприятия и организации могут работать социально ответственным образом. Это означает прозрачное и этичное поведение, которое способствует здоровью и благополучию общества». Разработка стандарта основывалась на участии около 400 экспертов, представлявших интересы потребителей, государства, трудящихся, а также различные точки зрения профессионального сообщества в области КСО.
Не предполагается возможности использовать данный стандарт для сертификации компаний и проведения аудиторских проверок на его основе. ISO 26000 является в первую очередь руководством и содержит в себе принципиальные основы подхода к реализации деятельности по социальной ответственности бизнеса.
ISO также разрабатывает и публикует различные стандарты корпоративной деятельности, такие как ISO 9000 — стандарт качества менеджмента, ISO 14000 — стандарт менеджмента в сфере защиты окружающей среды и другие.
Критики и скептически настроенные исследователи говорят об изолирующем от организационной структуры подходе к корпоративной социальной ответственности (ISO-lating corporate social responsibility in the organizational context), проявляющемся в стандартах, разрабатываемых организацией ISO. По их мнению, данные стандарты изолируют компанию от реальных остро стоящих в мире социальных проблем и «деконтекстуализируют» социально-ответственную деятельность, так как изначально рассчитаны на организации всех типов, как большие, так и малые, функционирующие как в развитых, так и развивающихся странах.

### SA 8000
Стандарт корпоративной социальной ответственности, разработанный международной некоммерческой организацией Social Accountability International в 1997 году. Особенность стандарта заключается в его узкой направленности на соблюдение компаниями прав человека и совершенствование условий труда наемных работников. Таким образом, группой стейкхолдеров, которую SA 8000 ставит в центр внимания социально-ответственной деятельности компании, являются её сотрудники, и лишь во вторую очередь клиенты и акционеры.
Документ предполагает его использование для осуществления сертификации компаний, добровольно внедряющих данный стандарт и стремящихся к соблюдению его положений. Помимо собственных разработок, стандарт ссылается также на международные правовые документы, в частности на конвенции, принятые Международной Организацией труда по вопросам свободы труда, защиты трудящихся, труда женщин и детей, трудовой дискриминации и др.

### GRI (Глобальная инициатива отчётности)
Руководство по отчётности в области устойчивого развития Глобальной инициативы по отчётности — это международный стандарт отчётности для добровольного применения организациями, отчитывающимися по устойчивому развитию. В Руководстве предложен список конкретных показателей для отчётности по социальной, экологической и экономической деятельности предприятия.
Одно из основных отличий и преимуществ, декларируемых самой GRI, заключается в том, что это руководство позволяет отчитывающейся организации использовать рекомендации поэтапно. То есть компания, которая только встает на путь отчётности по устойчивому развитию, может на первых порах использовать лишь общие принципы документа. Также Глобальная инициатива отчетности предусматривает возможность подготовки отчёта только по одной или нескольким областям деятельности организации с постепенным распространением на другие сферы.

## Российские стандарты КСО
На данный момент в России не существует ни одного четко сформированного документа о стандартизации социальной отчётности, который был бы универсальным и широко используемым. Основными российскими документами, выполняющими функции такого стандарта, то есть характеризующими социальную ответственность и регламентирующими социально ответственное поведение предприятий являются:
- CSR-2008 — Стандарт «Социальная ответственность организации. Требования», разработанный Всероссийской организацией качества. Устанавливает требования к деятельности организаций в области права на труд и охраны труда, социальных гарантий для персонала, производства продукции (услуг, работ) надлежащего качества, охраны окружающей среды, ресурсосбережения, участия в социальных мероприятиях и поддержки инициатив местного сообщества;
- Социальная хартия российского бизнеса, разработанная Российским союзом промышленников и предпринимателей (РСПП);
- Меморандум о принципах корпоративной социальной ответственности, утвержденный Ассоциацией менеджеров России;
- Кодекс предпринимательской этики Торгово-промышленной палатой РФ (ТПП РФ) «12 принципов ведения дел в России»;
- «Социальная отчётность предприятий и организаций, зарегистрированных в Российской федерации. Методические рекомендации», предложенный ТПП РФ. Стандарт предполагает наличие в социальном отчёте компании вступительной части (общие положения) и 7 тематических разделов. В документе приводится описание разделов и показателей, входящих в них.
- «Базовые индикаторы результативности» — рекомендации по использованию корпоративной нефинансовой отчётности, подготовленные РСПП, в целях продвижения идей Социальной хартии российского бизнеса. В документе представлены индикаторы и соответствующие им показатели экономической, социальной и экологической результативности предприятия.

В российских регионах существуют собственные разработки в области корпоративной социальной ответственности и её оценки органами государственной власти и управления, общественными организациями. В их числе:
- «Методика оценки добровольной корпоративной социальной ответственности организаций Саратовской области», учрежденная Правительством Саратовской области в 2008 году.
- «Кодекс социально ответственного бизнеса Ростовской области», разработанный и принятый Союзом работодателей Ростовской области, региональным отделением РСП.
- «Стандарт корпоративной социальной ответственности предприятий Воронежской области».

## Преимущества стандартизации отчётности КСО
- Стандарт может служить практическим руководством, помогает наладить КСО тем компаниям, где её ранее не было. Критерии отчёта описывают результат, который легко закладывается как цель еще на этапе планирования деятельности КСО.
- Стандартизация позволяет сравнивать КСО различных компаний, устанавливает критерии сравнения, дисциплинирует компанию, создает конкуренцию на инновационность и эффективность деятельности в области КСО среди компаний.
- Предоставление подобной отчётности позволяет продемонстрировать, как заявленные компанией миссия, видение, стратегические цели реализуются посредством социально ответственной деятельности, результаты которой и представлены в отчёте.
- Ключевым преимуществом отчётности является её доступность не только менеджменту, но и всем заинтересованным лицам, включая государственные органы.
- Корпоративная социальная отчётность улучшает имидж, репутацию, узнаваемость бренда компании для всех групп общества. Соответствие компании стандартам, принятым в международном сообществе, и наличие соответствующих сертификатов учитываются при составлении рейтингов.

## Критика
Недостатки конкретных существующих стандартов и стандартизации социальных отчётов как таковой эксперты сводят к следующим положениям:
- Стандартизация отчётов ведет и к стандартизации самой деятельности КСО, загоняя её в рамки и выставляя критерии оценки, что противоречит изначальной концепции КСО как добровольной, самостоятельной и осознанной социальной активности компании.
- Тенденция к избеганию острых социальных вопросов в организационном контексте. Это относится к актуальным проблемам плохих условий труда, слабого соблюдения нормативных требований, а также коррупции, часто встречающихся в производственном секторе, использующем рабочую силу в странах с низким уровнем дохода.
- Существующие кодексы поведения часто далеки от фактической организационной эффективности. Возникает проблема «деконтекстуализации», социально-ответственная деятельность компаний теряет связь с их основной сферой деятельности, так как стандарты отчётности унифицированы для всех отраслей бизнеса.
- Стандарт не может быть использован как основание для аудита, проверки на согласованность или любого рода деклараций соответствия. Не даёт рычагов для проверки достоверности никем кроме организации, выдающей сертификат, нет контроля со стороны общества. Больше служит для внутреннего использования компаниями, чем для внешнего аудита.
- Критики называют отчёты по социально-ответственной деятельности пустыми словами, приводя такие примеры как «Ежегодный отчёт о корпоративной ответственности» компании Enron и социальные отчёты табачных корпораций.
- Критики КСО утверждают, что правительства должны определить систему социальной ответственности при помощи законодательства и регулирования, что позволит бизнесу вести себя ответственно.
- Затраты на администрирование и налаживание работы отдела КСО сомнительны с точки зрения этики. Иначе говоря, компания, которая делает добрые дела, не обязана об этом отчитываться, а компания, которая отчитывается согласно стандартам, не обязательно эффективна и прозрачна в своей социально-ответственной деятельности.
- В России критикуется буквальное копирование западных стандартов без учета кардинальных различий рынков и менталитета. В России уровень заинтересованности стейкхолдеров компаний в их социально-ответственной деятельности ниже, чем на Западе, что требует изменений в подходе к социальной отчётности и к коммуникации по итогам этой деятельности.